# Премия имени А. Н. Крылова Правительства Санкт-Петербурга
Эта статья об именной премии Правительства Санкт-Петербурга. О премии Российской академии наук, смотри Премия имени А. Н. Крылова.
Премия имени А. Н. Крылова Правительства Санкт-Петербурга — награда присуждаемая Комитетом по присуждению премий Правительства Санкт-Петербурга за выдающиеся научные результаты в области технических наук. Премия названа в честь Алексея Николаевича Крылова — основоположника теории корабля, автора множества работ по теории магнитных и гироскопических компасов, по артиллерии, механике, математике и астрономии.
Премия учреждена на совместном заседании Правительства Санкт-Петербурга и Президиума Санкт-Петербургского научного центра РАН в июне 1999.
Возникла традиция объявления имен лауреатов в канун Дня города (27 мая).

## Лауреаты
- 2001 — Горынин, Игорь Васильевич — за цикл фундаментальных исследований физических основ прочности и пластичности материалов и создание новых классов высокопрочных свариваемых коррозионно-стойких сталей и сплавов для судостроения и атомной энергетики.
- 2003 — Глухих, Василий Андреевич — за цикл работ по созданию нового электротехнического и электрофизического оборудования.
- 2004 — Ковалев, Сергей Никитич — за большой вклад в развитие отечественного судостроения и укрепления связей промышленности с Российской академией наук.
- 2005 — Васильев, Юрий Сергеевич — за цикл работ в области гидроэнергетики.
- 2006 — Пешехонов, Владимир Григорьевич — за работы по морской навигации и обеспечению жизнеспособности надводных и подводных кораблей ВМФ.
- 2007 — Рутберг, Филипп Григорьевич — за работы по электрофизике, физике низкотемпературной плазмы и специальной электроэнергетике.
- 2008 — Федоров, Михаил Петрович — за разработку нового научного направления решения экологических проблем гидроэнергетики и исследования в области энергетики и охраны окружающей среды.
- 2009 — Пашин, Валентин Михайлович — за разработку «Стратегии развития судостроительной промышленности до 2020 года и на дальнейшую перспективу» и ФЦП «Развитие гражданской морской техники на 2009—2016 годы».
- 2010 — Оводенко, Анатолий Аркадьевич — за выдающийся вклад в исследования и разработку теории робастных чувствительных элементов и бортовых систем управления летательными аппаратами, в разработку методов повышения тактико-технических характеристик авиационных и ракетных систем поиска, обнаружения, распознавания и сопровождения объектов[2].
- 2011 — Васильев, Владимир Николаевич — за исследования и разработку информационных технологий для решения проблемы искусственного интеллекта, интеллектуальных информационных систем и автоматизированных систем разработки, создания и контроля технологических процессов производства материалов для оптоэлектроники[3].
- 2012 — Елистратов, Виктор Васильевич — за разработку теоретических и технологических основ преобразования, использования и аккумулирования возобновляемой энергии со случайно-детерминированным характером образования при создании энергетических объектов для сетевой и распределенной генерации[4].
- 2013 — Чубраева, Лидия Игоревна — за цикл работ по созданию энерго- и ресурсосберегающих электроэнергетических систем и комплексов с использованием инновационных технологий[5].
- 2014 — Сильников, Михаил Владимирович — за создание теоретических основ описания сверхскоростных процессов прохождения ударных волн через среды с аномально высокой кинематической релаксацией, экспериментальные исследования высоковольтного разряда и электровзрыва проводников в активных средах и создание технологии защиты от поражающих факторов взрыва[6].
- 2015 — Петреня, Юрий Кириллович — за существенный вклад в области теоретического и экспериментального исследования физико-механических процессов, металловедения, теплофизики, теории прочности сталей энергетического оборудования атомных, тепловых и гидравлических электростанций[7].
- 2016 — Шабров, Николай Николаевич — за выдающиеся научные достижения в области создания и развития новых технологий моделирования и проектирования на основе программно-аппаратных комплексов виртуального окружения типа CAVE 3D[8].
- 2017 — Шейнин, Юрий Евгеньевич — за цикл теоретико-практических работ, посвященных развитию теории построения компьютерных и программных систем авиационного и космического назначения, методов и инструментальных средств создания параллельных и распределенных программных комплексов, а также разработке электронной компонентной базы для бортовых систем аэрокосмического применения[9].
- 2018 — Сухоруков, Андрей Львович — за исследования и разработку новых методов расчета сопряженных задач динамики подводных тросовых систем и связанных морских объектов[10].
- 2019 — Вайсберг, Леонид Абрамович — за создание инновационных технологических и транспортных машин и агрегатов, работающих в условиях интенсивных вибраций, их массовое внедрение в различных отраслях промышленности[11].
- 2020  — Вильнит, Игорь Владимирович — за разработку комплексной методологии рациональных проектных решений при создании корпусов морской техники[12].
- 2021  — Хомич, Владислав Юрьевич — за научные результаты в области электрофизики и физико-технических проблем энергетики[13].
- 2022  — Боровков, Алексей Иванович — за разработку и успешное внедрение на предприятиях России технологии создания цифровых двойников высокотехнологичных изделий промышленности[14].
- 2023  — Шнеерсон, Герман Абрамович — за фундаментальные результаты в области физики и техники сильных магнитных полей и высоковольтной импульсной энергетики[15].